# Politica della Macedonia del Nord
La Macedonia del Nord è una repubblica parlamentare.
Il corpo elettorale è chiamato ad eleggere il Presidente e il Parlamento. Il Presidente dura in carica cinque anni. Il Parlamento ha struttura unicamerale ed è costituito da un'assemblea denominata Sobranie, di cui fanno parte 120 membri con mandato quadriennale ed eletti tramite sistema proporzionale. La Macedonia del Nord ha un sistema multipartitico, con numerosi partiti politici, i quali spesso non riescono a prendere il potere da sé, e formano coalizioni di governo.

## Ramo legislativo
La Sobranie (Assemblea) è il parlamento della Repubblica; ha 123 membri (120 sono dalla Macedonia e 3 dalla diaspora), che vengono eletti per un mandato quadriennale con sistema proporzionale.
A seguito delle elezioni parlamentari del 2014, il quadro politico risulta così articolato.

### Partiti rappresentati in Parlamento
- Organizzazione Rivoluzionaria Interna Macedone - Partito Democratico per l'Unità Nazionale Macedone (Vnatrešno Makedonska Revoluciona Organizacija - Demokratska Partija za Makedonsko Nacionalno Edinstvo - VMRO-DPMNE; Внатрешно-Македонска Револуциона Организациjа-Демократска Партија за Македонско Национално Единство): 53 seggi.
- Unione Socialdemocratica di Macedonia (Socijaldemokratski Sojuz na Makedonija - SSM; Социjалдемократски Соjуз на Македонија): 34 seggi.
- Unione Democratica per l'Integrazione (Demokratska Unija za Integracija - DUI; Демократска Униjа за Интеграциjа): 19 seggi.
- Partito Democratico degli Albanesi (Partia Demokratike Shqiptare/Demokratska Partija na Albancite - PDS/DPA; Демократска Партија на Албанците): 7 seggi
- Scelta Civica per la Macedonia (Grajanska Optsiya za Makedoniya - GROM; Граѓанска опција за Македонија): 1 seggio
- Rinascita Democratica Nazionale (Rilindja Demokratike Kombëtare/Nacionalna Demokratska Prerodba - RDK/NDP; Национална Демократска Преродба): 1 seggio.
- Partito Socialista di Macedonia (Socijalisticka Partija na Makedonija - SPM; Социјалистиска Партија на Македонија): 3 seggi
- Unione Democratica (Demokratski Sojuz - DS; Демократски Соjуз): 1 seggio
- Rinnovamento Democratico di Macedonia (Demokratska Obnova na Makedonija - DOM; Демократска обнова на Македонија): 1 seggio
- Partito Democratico dei Serbi in Macedonia (Demokratska Partija na Srbite vo Makedonija - DPSM; Демократска Партија на Србите во Македонија): 1 seggio
- Partito Democratico dei Turchi (Demokratska Partija na Turcite - DPT; Демократска Партија на Турците): 1 seggio
- Partito per l'Azione Democratica di Macedonia (Stranka na Demokratska Akcija na Makedonija - SDAM; Странка на Демократска Акција на Македонија): 1 seggio

### Partiti minori
- Partito Liberal-Democratico (Liberalno-Demokratska Partija - LDP; Либерално-Демократска Партија)
- Nuovo Partito Socialdemocratico (Nova Socijaldemokratska Partija - NSP; Нова Социjалдемократска Партија)
- Partito per la Prosperità Democratica (Partia e Prosperiteti Demokratike/Partija za Demokratski Prosperitet - PPD/PDP; Партија за Демократски Просперитет)
- Organizzazione Rivoluzionaria Interna Macedone - Partito Popolare (Vnatrešno Makedonska Revoluciona Organizacija - Narodna Partija - VMRO-NP; Вратешно-Македонска Револуциона Организациjа-Народна Партија)
- Partito Liberale Macedone (Liberalna Partija na Makedonija - LPM; Либерална Партија на Македонија)
- Alternativa Democratica (Demokratska Alternativa - DA; Демократска Алтернатива)
- Partito dei Lavoratori (Rabotnicka Partija - RP; Работницка Партија)
- Partito Nazionaldemocratico (Nacionala Demokratska Partija - NDP; Национала Демократска Партија)
- Lega Democratica Bosniaca (Demokratska Liga na Bošnjacite - DLB; Демократска Лига на Бошнjаците)
- Partito Unito dei Rumeni di Macedonia (Obedinita Partija na Romite na Makedonija - OPRM; Обединита Партија на Ромите на Македонија)

## Ramo esecutivo
| Ufficio                     | Nome               | Partito | In carica da    |
| --------------------------- | ------------------ | ------- | --------------- |
| Presidente della Repubblica | Stevo Pendarovski  | SDSM    | 12 maggio 2019  |
| Presidente del Governo      | Dimitar Kovačevski | SDSM    | 17 gennaio 2022 |

Il Presidente è obbligato ad affidare il mandato per costituire il governo ad un candidato del partito o della coalizione che abbia la maggioranza in Assemblea. Il governo viene eletto con la maggioranza di voto di tutti i deputati nell'Assemblea.
Il presidente viene eletto direttamente dal popolo per un mandato quinquennale. Il potere del presidente della Repubblica è molto limitato, dato che il potere reale resta nelle mani del Presidente del Governo di Macedonia del Nord. Le ultime elezioni si tennero nell'ottobre 2004: Branko Crvenkovski venne eletto presidente al secondo turno di ballottaggio con il 60.6% dei voti, sconfiggendo Saško Kedev con il 39.4%.

### Governo
| Ministro                                                           | Nome                | Partito                                   |
| ------------------------------------------------------------------ | ------------------- | ----------------------------------------- |
| Ministro degli Affari Esteri                                       | Antonio Milošoski   | Partito Democratico per l'Unità Nazionale |
| Ministro dell'Agricoltura, delle Foreste e del Rifornimento Idrico | Aco Spasenovski     | Nuovo Partito Social-Democratico          |
| Ministro dell'Ambiente e della Pianificazione Territoriale         | Xhelil Bajrami      | Partito Democratico degli Albanesi        |
| Ministro della Cultura                                             | Arifhikmet Xhemaili | Indipendente                              |
| Ministro della Difesa                                              | Lazar Elenovski     | Nuovo Partito Social-Democratico          |
| Ministro dell'Economia                                             | Vera Rafajlovska    | Nuovo Partito Social-Democratico          |
| Ministro delle Finanze                                             | Trajko Slaveski     | Partito Democratico per l'Unità Nazionale |
| Ministro della Giustizia                                           | Mihajlo Manevski    | Indipendente                              |
| Ministro del Governo Locale                                        | Zoran Konjanovski   | Partito Democratico per l'Unità Nazionale |
| Ministro dell'Interno                                              | Gordana Jankulovska | Partito Democratico per l'Unità Nazionale |
| Ministro dell'Istruzione e della Scienza                           | Sulejman Rushiti    | Partito Democratico degli Albanesi        |
| Ministro del Lavoro e delle Politiche Sociali                      | Ljupco Meskov       | Nuovo Partito Social-Democratico          |
| Ministro della Salute                                              | Imer Selmani        | Partito Democratico degli Albanesi        |
| Ministro dei Trasporti e delle Comunicazioni                       | Mile Janakieski     | Partito Democratico degli Albanesi        |

### Ministri senza portafoglio
| Ministro                                                                      | Nome                         | Partito                                   |
| ----------------------------------------------------------------------------- | ---------------------------- | ----------------------------------------- |
| Ministro dell'Attrazione degli Investimenti Esteri                            | Vele Samak                   | Indipendente                              |
| Ministro del Cambiamento della Società Informatica                            | Ivo Ivanovski                | Partito Democratico per l'Unità Nazionale |
| Ministro dell'Esecuzione dell'Accordo Quadro di Ohrid                         | Imer Aliu                    | Partito Democratico degli Albanesi        |
| Ministro dell'Integrazione Europea e dell'Assistenza del Coordinamento Estero | Gabriela Konevska-Trajkovska | Indipendente                              |

## Ramo giudiziario
Gli organi addetti alla detenzione del potere giudiziario sono la Corte Costituzionale, i cui giudici sono eletti dal Consiglio Giudiziario, e la Corte Giudiziaria della Repubblica, i cui giudici vengono anch'essi eletti dal Consiglio Giudiziario

## Divisioni amministrative
Nel 2002 il territorio della Macedonia del Nord venne riorganizzato in 84 comuni (opštini; al singolare: opština), 10 dei quali comprendono la Skopje e i sobborghi cittadini sotto il nome di Град Скопjе, Città di Skopje. Questo atto ridusse i precedenti 123 comuni, stabiliti nel settembre 1996. In precedenza il territorio era organizzato in 34 distretti amministrativi.

## Dispute etniche
La principale divergenza politica del paese è tra i partiti politici che rappresentano la maggioranza etnica macedone e quelli che rappresentano la minoranza albanese. La questione del bilanciamento del potere tra le due comunità portò ad una breve guerra civile nel 2001, in seguito alla quale venne raggiunto un accordo di condivisione dei poteri. Nell'agosto del 2004, la Sobranie, il parlamento della Repubblica, passò una revisione della legislazione dei confini del governo locale per dare maggiore autonomia agli albanesi nelle aree dove essi sono la maggioranza.

## Relazioni con l'estero
La Macedonia del Nord è membro di varie organizzazioni internazionali come le Nazioni Unite, l'OSCE, il Consiglio d'Europa, membro associato de La Francophonie, del World Trade Organization (WTO) ecc. 
La repubblica è entrata a far parte della NATO nel 2020 e nell'Unione europea, anche se il suo accesso non è previsto almeno prima del 2008 e del 2012, rispettivamente. Nel dicembre 2005, i leader dell'Unione Europea hanno posto l'allora Repubblica di Macedonia tra i candidati all'ammissione, ma non hanno ancora fissato una data per l'inizio delle trattative.
L'Agenzia Statunitense per lo Sviluppo Internazionale ha sottoscritto un progetto chiamato Macedonia Connects, che ha reso la Macedonia del Nord il primo paese interamente connesso in banda larga wireless nel mondo. Il Ministero dell'Educazione e delle Scienze ha riportato che 461 istituti scolastici (primari e superiori) sono connessi alla rete.
La Macedonia del Nord è membro del AIEA, CE, CEI, COI, CPI, CRI, FAO, FMI, ICAO, IFC, Interpol, ISO, OMM, ONU, OSCE, UNESCO, OMS, Banca Mondiale, WTO (osservatore)

## Fonti
- Social democratic and other political parties in the Republic of Macedonia, su europeanforum.net. URL consultato il 12 settembre 2014 (archiviato dall'url originale l'8 marzo 2006).